# Macrostemum tonkinensis
Macrostemum tonkinensis är en nattsländeart som först beskrevs av Martin E. Mosely 1934.  Macrostemum tonkinensis ingår i släktet Macrostemum och familjen ryssjenattsländor. Inga underarter finns listade i Catalogue of Life.